# Hapkeiet
Het mineraal hapkeiet is een ijzer-silicide met de chemische formule Fe2Si. Het behoort tot de groep van de siliciden. Substituties van ijzer door chroom en nikkel en van silicium door fosfor zijn mogelijk.

## Eigenschappen
Het zilverwitte tot geelwitte hapkeiet heeft een metaalglans maar de streepkleur is vooralsnog onbekend. Het kristalstelsel is kubisch-hexoctahedraal. De splijting en breuk van hapkeiet zijn onbekend en op heden is niets geweten over eventuele tweelingvorming. De gemiddelde dichtheid is berekend op 6,85 en de hardheid is niet gekend.

## Naam
Hapkeiet is genoemd naar de Amerikaanse professor-emeritus Bruce Hapke, verbonden aan de Universiteit van Pittsburgh. Hapke was een van de eerste die de aanwezigheid van coatings van gedesublimeerd elementair ijzer op maanbodempartikels voorspelde.

## Voorkomen
Hapkeiet is een bijzonder zeldzaam mineraal dat op aarde vooralsnog op slechts één plaats aangetroffen werd: de Dhofar 280-maanmeteoriet, gevonden in de provincie Dhofar van Oman. Zoals enigszins voorspeld door Bruce Hapke, vormt hapkeiet zich bij de desublimatie van elementair ijzer op de maanbodem, na de inslagkrater inslag van meteorieten op de maan.
De zeldzaamheid en het microscopische voorkomen van hapkeiet verklaart waarom relatief veel fysische parameters, zoals de hardheid en de splijting, niet bekend zijn voor hapkeiet. 